# Vlag van Roggel en Neer

gemeentevlag van Roggel en Neer
(1992-2007)

De vlag van Roggel en Neer is op 14 juli 1992 bij raadsbesluit vastgesteld als gemeentelijke vlag van de voormalige Limburgse gemeente Roggel en Neer. De vlag kan als volgt worden beschreven:
Gedeeld volgens de broekdiagonaal van blauw en geel, op het blauw een gele liggende sleutel en op het geel een rode hoorn.
Het ontwerp van de vlag was afkomstig van de Limburgse Commissie voor Wapen- en Vlaggenkunde en is afgeleid van het gemeentewapen. De sleutel staat voor Sint-Pieter, patroon van Roggel en de hoorn voor het graafschap Horne (Neer, en ook Roggel). De schuindeling wijst op de kerkpatroon van Neer, Sint-Maarten.
In 2007 ging Roggel en Neer samen met Haelen, Heythuysen en Hunsel op in de fusiegemeente Leudal. Hiermee kwam de vlag als gemeentevlag te vervallen. 

## Verwante afbeelding

Wapen van Roggel en Neer

Ambt Montfort 
· Amby 
· Arcen en Velden 
· Baexem 
· Beegden 
· Belfeld 
· Bemelen 
· Berg en Terblijt 
· Bocholtz 
· Born 
· Broekhuizen 
· Cadier en Keer 
· Echt 
· Eijsden 
· Elsloo 
· Eygelshoven 
· Geleen 
· Grathem 
· Grubbenvorst 
· Haelen 
· Heel 
· Heel en Panheel 
· Heer 
· Helden 
· Herten
· Heythuysen 
· Hoensbroek 
· Horn 
· Horst 
· Hulsberg 
· Hunsel 
· Kessel 
· Klimmen 
· Limbricht 
· Linne 
· Maasbracht 
· Maasbree 
· Margraten 
· Meerlo-Wanssum 
· Meijel 
· Melick en Herkenbosch 
· Montfort 
· Munstergeleen 
· Neer 
· Nieuwenhagen 
· Nieuwstadt 
· Nuth 
· Ohé en Laak 
· Onderbanken 
· Ottersum 
· Posterholt 
· Roggel 
· Roggel en Neer 
· Schaesberg 
· Schinnen 
· Sevenum 
· Sint Odiliënberg 
· Sittard 
· Stevensweert 
· Stramproy 
· Susteren 
· Swalmen 
· Tegelen 
· Thorn 
· Ubach over Worms 
· Ulestraten 
· Urmond 
· Valkenburg-Houthem 
· Vlodrop 
· Wessem 
· Wittem